# Carolina Márquez
Carolina Márquez, pseudonimo di Rocio Carolina Mateus Alfonso (Bogotà, 22 settembre 1975), è una cantante e disc jockey colombiana naturalizzata italiana.

## Biografia
Carolina Marquez esordisce in Italia nel 1998 con il suo primo singolo, S.E.X.O., che diventa subito una hit e le consente di diventare una delle figure più importanti della scena dance italiana. Negli anni novanta ha scalato le classifiche italiane ed europee posizionandosi nei Top Ten con otto singoli entrati a far parte del suo primo album Mas Musica 2002 (Do It Yourself Entertainment-Virgin): S.E.X.O. (il suo primo tormentone uscito nell'estate 1998), Amor Erotico (pubblicato nell'autunno/inverno 1998/1999), Super DJ (pubblicato nel marzo 2000, che poi ha riscosso un notevole successo nel corso di quell'estate), Bisex Alarm (pubblicato nel settembre 2000), Ritmo (pubblicato nell'estate del 2001 e successivamente usato come sigla del programma di Rete 4 Gentes, condotto da Elena Guarnieri), Discomani (follow up, e tormentone dell'autunno inverno 2001-2002), Mas Musica, Yantra, Dix Petits Indians.
Tutti questi singoli sono stati inseriti nelle migliori compilation di musica dance di quel periodo. Nel 2004 Carolina ritorna con un singolo che, nel giro di pochi giorni, ottiene successo a livello internazionale: The Killer's Song Vol.I, contenente un campionamento del brano Twisted Nerve, originalmente composto da Bernard Herrmann per la colonna sonora del film thriller britannico I nervi a pezzi, diretto da Roy Boulting nel 1968, e in seguito riutilizzato anche nella colonna sonora del film di Quentin Tarantino Kill Bill: Volume 1.
In contemporanea, lo stesso anno viene pubblicato un album di remix dalla Do It Yourself Entertainment: The Killer's Song Vol. 2, cinque remix realizzati da vari artisti internazionali, tra i quali i tedeschi Discoboys. Carolina Marquez arriva ai primi posti nelle classifiche di vendite, di Radio e TV in tutto il mondo e The Killer's Song Vol. 2 diventa l'album musicale portabandiera del "Made in Italy" nell'evento One Night Samurai di Ibiza. Nel dicembre dello stesso anno The Killer's Song Vol. 2 viene distribuito dalla EMI Music in Colombia, Perù, Venezuela ed Ecuador e dalla Ultra negli Stati Uniti.
Nel 2005 viene pubblicato in Europa il nuovo singolo Pleasure Ground, che segue gli stessi passi di The Killer's Song Vol.I. Nel 2006 Carolina Márquez incide il singolo Angel de fuego, assieme all'omonima raccolta che contiene tutti i suoi successi. A febbraio del 2011 viene annunciata l'uscita del nuovo singolo Wicked Wow prodotto da Kylian Mash, con un remix del dj olandese DJ Chuckie. Nel 2012 esce Weekend, un duetto con JayKay e Lil Wayne Glasses Malone, remixato da DJ Chuckie. Il 15 marzo 2013 esce il nuovo singolo Sing La La La con Flo Rida e Dale Saunders che scala immediatamente le classifiche europee, rivelandosi uno dei più grandi tormentoni dell'estate 2013 e vincendo il Disco d'oro. Il brano riprende Around the World (La La La La La) degli A Touch of Class.
Dopo il successo di Sing La La La il 22 ottobre esce il nuovo singolo Get On The Floor con la collaborazione di Pitbull, Dale Saunders & Roscoe Umali, riprende sonorità internazionali e brasiliane. Il 3 giugno 2014 esce il singolo Super, rifacimento dell'omonimo brano di Gigi D'Agostino & Albertino del 2001. Carolina è prodotta dalla Hi Klass Music e pubblicata in tutto il mondo dalle migliori etichette indipendenti. In Italia è pubblicata dalla Do It Yourself Multimedia Group. Sempre nell'estate 2014 esce un singolo per il mercato tedesco dal titolo Disco Jump, in collaborazione con Roxxio, di cui esce il video ufficiale nel luglio del 2014.
Nell'autunno/inverno 2015 esce il singolo Summerlove/Right now (na na na) in 2 differenti versioni, con la collaborazione del produttore tedesco Shaun Bate e di Nick Peloso. Viene pubblicato in anteprima il video il 30 ottobre 2015, dalla Do It Yourself, mentre il singolo esce in tutti gli Store digitali l'11 novembre 2015. Il 29 aprile 2016 esce il nuovo singolo per l'estate 2016 in collaborazione con Akon e J Rand, dal titolo Oh La La La. Il 19 maggio 2017 esce il nuovo singolo per l'estate 2017 in collaborazione con Power Francers dal titolo #2THECLUB. Il 26 gennaio 2018 esce il singolo Sarà perché ti amo, cover dell'omonimo successo dei Ricchi e Poveri del 1981 in collaborazione con il dj italiano Dj Matrix.
Il 26 ottobre 2018 esce il singolo Su di Noi, reinterpretazione dell'omonimo successo di Pupo del 1980, prodotto da Dj Matrix e da Matt Joe. Il 14 aprile 2019 esce il nuovo singolo That's amore, un brano con forti richiami alla musica del sud Italia. Il brano, che richiama sonorità dance anni '90, è prodotto dalla stessa Marquez, assieme a Nicky Peloso e con la supervisione di Vanni Giorgilli.
Il 27 dicembre 2019 esce il singolo Courmayeur con la collaborazione di Dj Matrix e Ludwig, prodotto da Gabry Ponte. Il singolo è una cover della canzone Sing La La La della Marquez stessa. Il brano riesce a riscuotere un buon successo, rivelandosi una hit invernale/primaverile del 2020 e superando i 10 milioni di ascolti nelle piattaforme digitali. Il 19 giugno 2020 esce un nuovo remix firmato Gabry Ponte, il quale fa parte dell'album Musica Da Giostra Vol.7 di Dj Matrix & Matt Joe. Con Courmayeur Carolina vince il disco d'oro.

## Discografia

### Album
- 2002 - Mas Musica
- 2006 - Angel De Fuego
- 2007 - Angel De Fuego (10th Anniversary) (Do It Yourself Entertainment)

### Singoli
- 1997 - S.E.X.O. (12", CD, mp3)
- 1998 - Amor Erotico (12", CD, mp3)
- 1999 - Cont@cto  (12", mp3)
- 2000 - Super DJ (12", CD)
- 2000 - Bisex Alarm (12", CD)
- 2001 - Ritmo (12", CD)
- 2001 - Discomani (12", CD)
- 2002 - Mas Musica (12", CD)
- 2004 - The Killer's Song (12", CD)
- 2005 - Pleasure Ground (12", CD)
- 2005 - The Killer's Song vol. 2 (12", CD)
- 2011 - Wicked Wow
- 2012 - Weekend (Vs JaKay feat. Lil Wayne & Glasses Malone - RMX by Chuckie)
- 2013 - Sing La La La (feat. Flo Rida & Dale Saunders)
- 2013 - Get On The Floor (feat. Pitbull, Dale Saunders & Roscoe Umali)
- 2014 - Super
- 2014 - Disco Jump (Feat Roxxio)
- 2015 - Summerlove/Right now (na na na)
- 2016 - Oh la la la (feat. Akon & J Rand)
- 2017 - #2THECLUB (feat. Power Francers)
- 2018 - Sarà perché ti amo (feat. Dj Matrix & Matt Joe)
- 2018 - Su Di Noi (feat. Dj Matrix & Matt Joe)
- 2019 - La notte vola (feat. Dj.Matrix & Matt Joe)
- 2019 - That's amore
- 2019 - Courmayeur (con Ludwig e DJ Matrix, prod. Gabry Ponte)
- 2020 - Con tutta la voce (con Paolo Noise, Jack Mazzoni Feat. Mad Fiftyone, Vise)
- 2023 - Porsche (feat. DJ Matrix, Giulia Sara Salemi, Matt Joe)

### Video musicali
- 2013 - Sing La La La (Feat. Flo Rida & Dale Saunders) regia di Claudio Zagarini
- 2013 - Get On The Floor (feat. Pitbull, Dale Saunders & Roscoe Umali) regia di Massimiliano Ferigo
- 2014 - Super regia di Markus Kornschober
- 2014 - Disco Jump (feat. Roxxio)
- 2015 - Summerlove/Right now (na na na) regia di Claudio Zagarini
- 2016 - Oh la la la (feat. Akon & J Rand) regia di Claudio Zagarini
- 2017 - #2THECLUB (feat. Power Francers)
- 2019 - That's Amore

## Riconoscimenti
- 2013 – Disco d'oro in Italia per la Hit dell'Estate Sing La La La - Carolina Marquez Feat. Flo Rida & Dale Saunders
- 2020 – Disco d'oro in Italia per la hit Courmayeur (prod. Gabry Ponte) - Dj Matrix, Carolina Marquez, Ludwig